# The Guilty Man
The Guilty Man é um filme mudo norte-americano de 1918, dirigido por Irvin Willat e estrelado por William Garwood, Vivian Reed e Gloria Hope. O filme foi baseado em uma peça de Charles Klein.

## Elenco
- Vivian Reed ... Marie Dubois
- Gloria Hope ... Claudine Flambon
- William Garwood ... Claude Lescuyer
- J. P. Lockney ... Lescuyer, Senior
- Charles French ... Flambon
- Hal Cooley ... Gaston Marceau
- John Steppling ... Jean Michaud
- Hayward Mack ... Jacques Ristac